# Pierre-Jules Hetzel

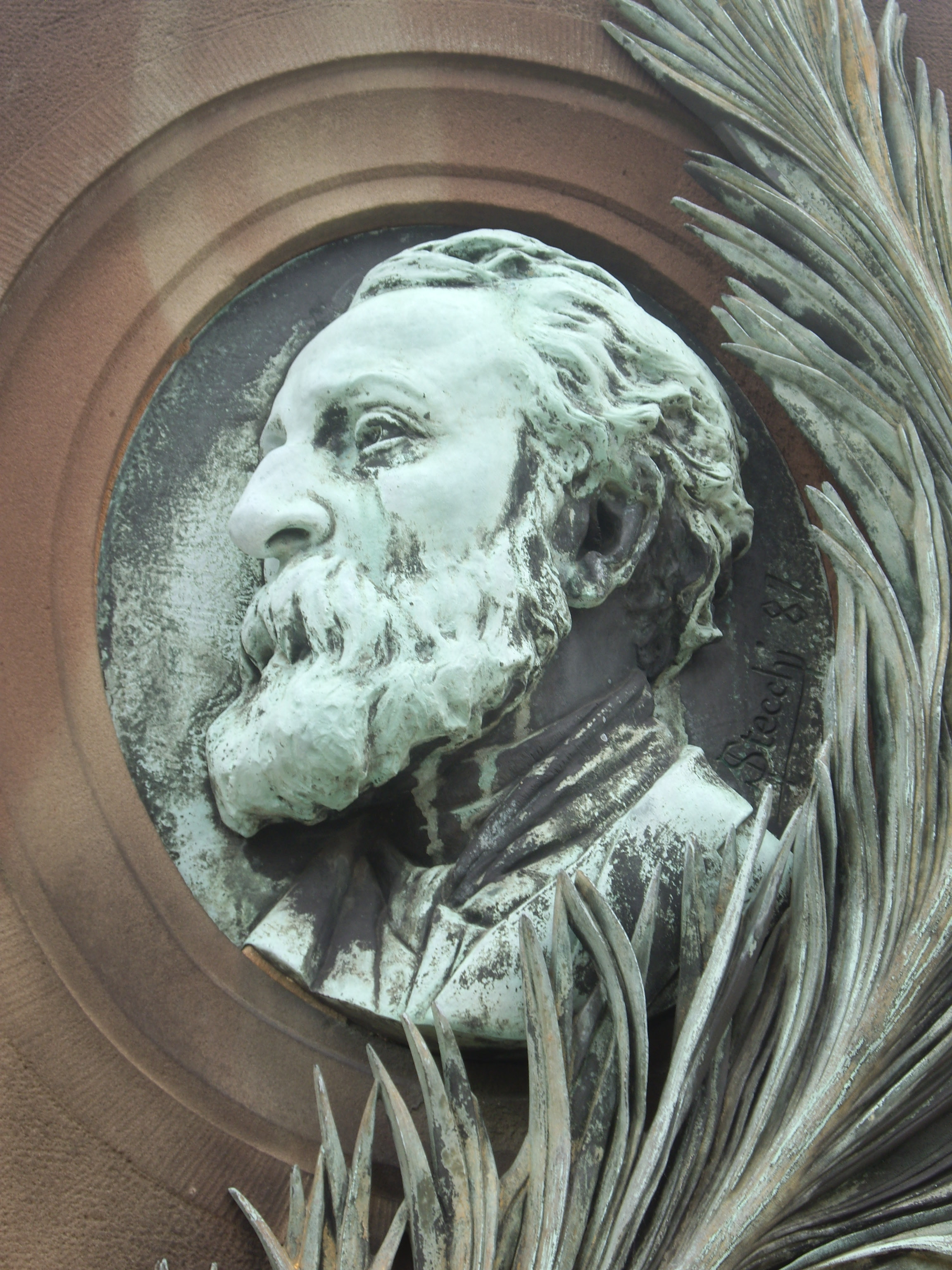
Medalion z grobowca na Cmentarzu Montparnasse w Paryżu

Pierre-Jules Hetzel, pseud. Pierre-Jules Stahl (ur. 15 stycznia 1814 w Chartres, zm. 17 marca 1886 w Monte Carlo) – francuski wydawca i pisarz.
Studiował prawo w Strasburgu. Wydawał w Paryżu „Magazyn Edukacji i Rozrywki” (Magasin d’éducation et de récréation), do którego pisywał pod pseudonimem. Podpisując 23 października 1862 roku kontrakt z Juliuszem Vernem, jako pierwszy zdecydował się wydać w 1863 roku książkę Pięć tygodni w balonie.
Wydał cykl kilkudziesięciu powieści Verne'a Niezwykłe podróże (fr. Voyages extraordinaires). Wydawał również dzieła Honoriusza Balzaka, Victora Hugo, George Sand, Émile'a Zoli. Aby zabezpieczyć się przed negatywną reakcją ze strony Rosjan, wymógł na Juliuszu Vernie, aby ten zmienił narodowość kapitana Nemo, z Polaka (jak chciał Verne) na Hindusa.
Po jego śmierci firmę przejął syn – Jules (ur. 1848), a następnie w 1914 roku wydawnictwo Hachette. Pochowany na Cmentarzu Montparnasse w Paryżu.